# Juliaca kelainops
Juliaca kelainops är en insektsart som beskrevs av Young 1977. Juliaca kelainops ingår i släktet Juliaca och familjen dvärgstritar. Inga underarter finns listade i Catalogue of Life.